# レゴラス
レゴラス（Legolas、 第三紀 - ）は、J・R・R・トールキンの中つ国を舞台とした小説、『指輪物語』の登場人物。「指輪の仲間」の一員のエルフ。父は闇の森の王スランドゥイル。Legolasはシンダール語で緑葉（Greenleaf）の意味。

## 概要
シンダール（灰色エルフ）とドワーフは一般的に不仲だが、レゴラスとドワーフのギムリは戦友として異例の友情を結ぶ。弓の名手で、アラゴルンを助けて戦い、冥王サウロンが滅びた後イシリエンに移り長く暮らし、ついには老いたギムリと共に西の海の果て、至福の地ヴァリノールへと帆を揚げたといわれる。

## 実写映画
映画『ロード・オブ・ザ・リング』三部作と『ホビット』三部作ではオーランド・ブルームが演じた。
原作者からは「一番貢献度が低いキャラクター」と言われていたが、映画ではその高い身体能力を生かした派手な戦闘シーンが用意されるなど注目度が一気に高くなった。
例えば、『ロード・オブ・ザ・リング/旅の仲間』では裂け谷での会議で、アラゴルンの発言に「たかがさすらい人に何がわかる」と軽んじたボロミアに向かって「ただのさすらい人ではないぞ。君が忠誠を誓うべき相手だ」と言い、アラゴルンがイシルドゥアの末裔、すなわち長らく空位であったゴンドールの王となるべき人間だと明かすという、ストーリー上重要な役割を有していた。『ロード・オブ・ザ・リング/二つの塔』や『ロード・オブ・ザ・リング/王の帰還』では、ギムリと討ち取った敵の数を競う手柄争いをしながら奮戦する。殊にペレンノール野の戦いでは、ムマキル1頭とそれに乗る兵士全員を単独で倒している。
その前日談となる『ホビット』三部作にも2作目『ホビット 竜に奪われた王国』から登場。トーリン・オーケンシールドら旅の一行と出会い、当初は反りが合わずに衝突するが、最終的には協力し合う形となり、共に穢れの王アゾグとその息子ボルグが率いるオーク軍と戦う。劇中、エルフの領地に無断で侵入したトーリン一行を捕らえて所持品検査をした際に、グローインがお守りとして所持していた妻子の肖像画を見て「この醜いのはゴブリンの子か？」と息子を馬鹿にする場面があるが、この息子こそ後に『ロード・オブ・ザ・リング』三部作での旅を通じて、レゴラスの無二の戦友となるギムリである。